# OK牧场枪战
OK牧場槍戰（英語：Gunfight at the O.K. Corral），是1881年發生在美國亞利桑那領地湯姆斯通（墓碑鎮）的一場槍戰。

## 背景
湯姆斯通（墓碑）镇是於1879年建立並迅速崛起的边境小镇。枪战是在发生在两伙人之间，即违法配槍的牛仔比利·克萊本、艾克·克蘭頓、比利·克蘭頓兄弟、湯姆·麥克拉倫、法蘭克·麥克拉倫兄弟以及镇警长維吉爾·厄普和其兄弟摩根·厄普和懷特·厄普，以及霍利迪醫生。枪战代表了一个时代的来临：美国的法律将向更广阔的偏远山区迈进，进一步打压一些违法恶棍的生存空间。

## 过程
1881年10月25日，牛仔艾克·克兰顿和汤姆·麦克拉伦为了寻找补给而骑马进入图姆斯通镇。10月26日下午1:30左右，他们的同伙牛仔比利·克兰顿、法蘭克·麥克拉倫以及比利·克莱本也骑入小镇，想与他们会合。但是法兰克和比利们在一个酒吧裡遇上了霍利迪醫生，霍利迪醫生欺骗他们说艾克和汤姆已经被警长厄普兄弟枪决了。在不知情的情况下，法兰克和比利离开了酒吧，寻求机会向厄普兄弟复仇。
10月26日下午3点左右，两伙人在镇上费尔蒙街的一片空地上相遇了。因为先前的不和，两伙人立刻发生了枪战。枪战大约持续了30秒；在这當中双方大约发射了30发子弹。当硝烟散尽之时，比利·克兰顿和麦克拉伦兄弟已经倒在了血泊之中，而艾克·克兰顿和比利·克莱本早就已经逃离了枪战现场；维吉尔·厄普、摩根·厄普和霍利迪醫生受到枪伤，怀亚特·厄普毫发无伤。
谁该为此事负责一向存在争议。厄普兄弟们说，枪战是出于自卫考虑，因为牛仔们配有违反当地法律的武装；而牛仔们则坚称他们被警长们无情的枪击时正举着双手以示投降，对警长毫无威胁。至于是谁开了第一枪的问题那更是争论至今，但当时的报道普遍反映枪战是由维吉尔·厄普和霍利迪醫生先发制人，分别枪击了比利·克兰顿和汤姆·麦克拉伦而引起的。
枪击案发生以后，声称目击了枪击案全过程的科奇斯郡警长约翰·贝汉以谋杀罪名起诉厄普兄弟和霍利迪醫生。但是他们在经过30天的听证会之后被当地的陪审团无罪释放。
然而，1881年12月28日，维吉尔·厄普在一次牛仔们对他的谋杀企图中致残；1882年3月18日，摩根·厄普被牛仔们谋杀。但是牛仔们提供了充实的不在场证明，足以使他们逍遥法外。

## 枪战影响
枪战对美国历史有着深远影响。它是法制与犯罪之间的斗争的象征，并且由于它被改编为许多作品而影响着美国的大众文化。
著名的作品包括怀亚特·厄普的个人传记：《懷亞特·厄普：邊境警長》（斯图尔特·莱克著）。书中怀亚特被描述成为一个传奇英雄。1957年，该枪战被拍成电影《龍虎雙俠》，令这次枪战变得更加著名。近些年，发现频道的悬疑历史事件栏目又再次提及这次枪战。然而最有趣的是，1998年大卫·威廉姆斯向公众发表他为这次枪战所建的数学模型。